# Нийл Касиди
Нийл Касиди е водеща фигура в Бийт поколението на 50-те години на 20 век, както и в психеделичното движение от 60-те. Той е първообраз на героя Дийн Мориарти в книгата на Джак Керуак „По пътя“ и прототип за много други литературни герои.